# Chaetopteroides bulgaricus
Chaetopteroides bulgaricus là một loài Trichoptera trong họ Limnephilidae. Chúng phân bố ở miền Cổ bắc.